# 마르크 슈트라이트
마르크 토마스 슈트라이트(독일어: Mark Thomas Streit, 1977년 12월 11일 ~ )는 스위스의 은퇴한 아이스하키 선수이자 현역 지도자이다. 현역 시절 포지션은 수비수로 내셔널 하키 리그(NHL)의 카나디앵 드 몽레알, 뉴욕 아일런더스, 필라델피아 플라이어스, 피츠버그 펭귄스 소속으로 활동했다. NHL 통산 경기 820경기를 뛰었고, 2017년에는 피츠버그 소속으로 스탠리 컵 우승을 차지했다. 또한 출전 경기(820경기), 어시스트(338) 부문에서 NHL에 진출한 스위스 선수 중 최다 기록을 세웠으며, 로만 요지가 기록을 갱신 하기 전에는 골(96)과 득점(338) 부문 스위스 최다 기록을 보유했다. 뉴욕 아일런더스 소속 시절에는 팀의 주장을 맡았다. NHL 진출 전에는 스위스 리그인 내셔널 리그 A에서 500경기 이상 출전하였고, 2001년에 ZSC 라이언스 소속으로 리그 우승을 차지했다.
스위스 아이스하키 국가대표팀 소속으로 활동하여 올림픽에 4번 출전했고, 세계 아이스하키 선수권 대회에 13회 출전하는 등 스위스 대표팀 핵심 전력으로 활약했다. 2020년에 국제 아이스하키 연맹 명예의 전당에 헌액되었다.